# 奧地利-埃斯特的瑪麗亞·特蕾莎 (1849-1919)
奥地利-埃斯特的玛丽亚·玛丽亚·特蕾西亞·亨丽埃特·多萝西娅（英語：Maria Theresa of Austria-Este，1849年7月2日—1919年2月3日），末代巴伐利亞王后。她是摩德納公爵法蘭西斯科五世的弟弟奥地利-埃斯特的费迪南·卡尔·维克托大公和妻子伊莉莎白·法蘭西絲卡的独生女。同時他也是大部分詹姆士派支持的英國王位覬覦者，稱為英格蘭女王瑪麗三世。
玛丽亚的祖父母是摩德納公爵法蘭西斯科四世和薩伏依的瑪麗亞·貝亞特麗切，外祖父母是匈牙利總督約瑟夫大公和他的第三任妻子瑪麗亞·多蘿西亞。

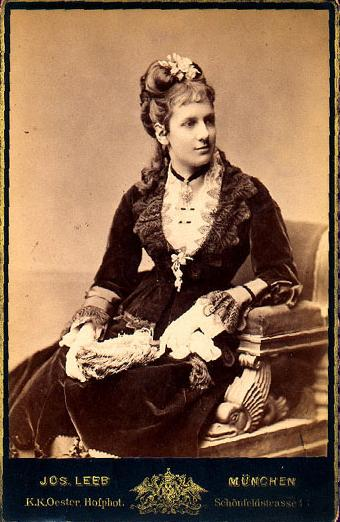
巴伐利亚的玛丽亚·特蕾莎王后，1870年代。

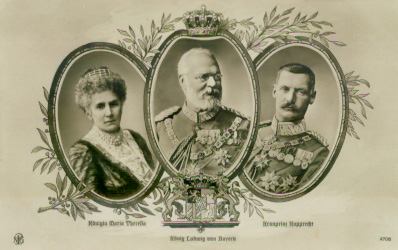
玛丽亚·特蕾莎王后、路德维希三世国王和他们的儿子鲁普雷希特王儲。

玛丽亚·特蕾莎生于摩拉维亚的布伦即现在捷克共和国的布尔诺。她出生时即得到“奥地利-埃斯特女大公、匈牙利和波希米亚公主、摩德纳公主”称号。1849年12月15日，玛丽亚才5个月大时，父亲费迪南就死于斑疹伤寒。她由母亲伊丽莎白女大公抚养长大。

## 生平
玛丽亚于1865年1月10日获得奥地利的繁星十字勋章。
1868年2月20日，玛丽亚在维也纳奥古斯丁教堂嫁给巴伐利亚摄政亲王柳特波德的长子路德维希亲王。首席证婚人是布尔诺主教安托尼乌斯·沙夫戈奇伯爵，他也正是为玛丽亚受洗的人。路德维希又是玛丽亚的伯母的侄子。之前一年路德维希代表堂弟巴伐利亚国王路德维希二世来奥地利的普芬斯滕参加表妹也是玛丽亚的朋友和本家姐姐马蒂尔德的葬礼时，他们就相爱并决定结婚了，这最初激怒了想把玛丽亚嫁给图斯卡尼大公费迪南多四世的皇帝。
玛丽亚婚后把大部分时间花在养育子女上。尽管她的丈夫是巴伐利亚王位的第二继承人，夫妇俩生活一直低调，不参与公务，靠在慕尼黑以南的洛伊茨特滕的大量农田度日。玛丽亚就在那里有了她著名的玫瑰花园。她会说德语、匈牙利语、捷克语、法语和意大利语。
1872年10月19日，玛丽亚成为巴伐利亚的特蕾莎勋章和圣伊丽莎白勋章的女首长。她还获得西班牙的玛丽亚·露易莎王后皇家勋章、奥地利的伊丽莎白一级勋章、巴伐利亚皇冠功绩勋章、1870/1871年度十字勋章、义务护理十字勋章、普鲁士红星二级奖章。
1913年玛丽亚时任摄政亲王的丈夫路德维希取代还活着但据称患有严重的精神疾病的堂弟奥托，自称国王，即路德维希三世，玛丽亚从此成为巴伐利亚王后，也成为巴伐利亚王国于1806年建立以来第一位天主教王后。路德维希短暂的统治受到第一次世界大战的破坏。1914年，玛丽亚主持王室的欢庆活动，并和丈夫一同宣战。在第一次世界大战中，玛丽亚是一个伟大的爱国者，同时支持哈布斯堡的君主政治。她看望伤兵，鼓励巴伐利亚妇女们以传奇女英雄为榜样为士兵们提供食物和衣服以支持士兵作战。
1918年11月7日，路德维希被迫退位。为了躲避布尔什维克革命者，玛丽亚全家离开慕尼黑，在弗拉斯多夫附近的威尔登瓦尔特城堡避难。
此后，玛丽亚的身体状况恶化，1919年2月3日，她在子女陪伴下于威尔登瓦尔特城堡去世。9日，她的遗体被安放在当地教堂，1921年11月5日和不足一个月前去世的丈夫的遗骨一同被转移到慕尼黑大教堂。

## 詹姆斯党继承
玛丽亚是无子嗣的英格兰、苏格兰和爱尔兰王位的詹姆斯党继承人摩德纳公爵弗朗切斯科五世的侄女和继承人。因此在弗朗切斯科于1875年死后，她成为了继承人。她从未追求过这一主张，尽管1886年由第五代阿什伯纳姆伯爵伯特伦·阿什伯纳姆创立的白玫瑰勋章希望让她登上王位。她死后，她的儿子巴伐利亚王储鲁普雷希特继承了她的权利。和1807年之后的其他詹姆斯党继承人一样，她从未认真寻求这项权利。
玛丽亚是詹姆斯·弗朗西斯·爱德华·斯图亚特（1688年—1766年）后第一位能够称得上大不列颠公民的詹姆斯党继承人。虽然不像詹姆斯那样生在不列颠本土，她却也是汉诺威选侯夫人索菲亚的后人。根据《1705年索菲亚归化法案》，索菲亚及其所出后人被宣布为天生的不列颠人，无论出生于何地，除非是罗马天主教徒，否則都有潛在的繼承權。該法案直到1948年才被撤销，在此之前，玛丽亚是该法案覆盖的对象。不過，根據1701年英國的《王位继承法》，由於她的天主教信仰，她實際上已喪失對英格兰和苏格兰王位的繼承權。
1919年玛丽亚去世后，儿子鲁普雷希特继承了詹姆斯党的权利。和母亲一样，他和他的后人也没有要求不列颠王位。

## 家庭
1868年2月20日，玛丽亚·特蕾莎在维也纳奥古斯丁教堂嫁给巴伐利亚摄政亲王柳特波德的长子路德维希，即后来的巴伐利亚末代国王路德维希三世。
他们婚姻和谐，有13个子女：
- 长子鲁普雷希特（Rupprecht，1869年5月18日-1955年8月2日），巴伐利亚王储、巴伐利亚王室首领。
- 长女阿黛爾岡德（Adelgunde，1870年10月17日-1958年1月4日），1915年与霍亨索仑亲王威廉结婚。
- 次女瑪麗亞（Maria，1872年7月6日-1954年6月10日），1897年与两西西里亲王，日后的王室首领费迪南多·皮奥结婚。
- 次子卡尔（Karl，1874年-1927年）
- 三子法蘭茲（Franz，1875年10月10日-1957年1月25日），1912年与克洛伊公主伊莎贝尔结婚。
- 三女玛蒂尔德（Mathilde，1877年-1906年），1900年与萨克森-科堡-哥达的路德维希王子结婚。
- 四子沃夫冈·马里亚·利奥波德（Wolfgang Maria Leopold，1879年-1895年），早逝
- 四女希尔德加德（Hildegarde，1881年-1948年）
- 五女诺特布尔嘉（Notburga，1883年-1883年），夭折
- 六女薇爾特魯德（Wiltrud，1884年11月10日-1975年3月28日），1924年与符腾堡王朝的乌拉赫公爵威廉结婚
- 七女海姆特魯德（Helmtrud，1886年-1977年）
- 八女狄特琳德（Dietlinde，1888年-1889年），夭折
- 九女岡德琳（Gundelinde，1891年-1983年），1919年与普莱辛格-利希滕奈格-莫斯伯爵约翰·格奥尔格（Johann Georg Gf von Preysing-Lichtenegg-Moos）结婚

从她母亲这边论，玛丽亚·特蕾莎是西班牙国王阿方索十二世的王后玛丽亚·克里斯蒂娜同母异父的姐姐，还是奥匈帝国皇储妃史蒂芬妮、拿破仑亲王妃克莱门汀和奥尔良公爵夫人玛丽亚·多萝西娅的表姐。

## 头衔、称号、荣誉和纹章

### 头衔和称号
- 1849年7月2日-1868年2月20日：奥地利-埃斯特的玛丽亚·特蕾莎女大公殿下
- 1868年2月20日-1913年11月5日：巴伐利亚的玛丽亚·特蕾莎王妃殿下
- 1913年11月5日-1918年11月13日：巴伐利亚王后陛下
- 1918年11月13日-1919年2月3日：巴伐利亚的玛丽亚·特蕾莎王后陛下
  - 詹姆斯党 1875年11月20日-1919年2月3日：英格兰和爱尔兰女王陛下玛丽四世和苏格兰女王陛下玛丽三世

### 荣誉
- 巴伐利亚王国：圣伊丽莎白大型女统治者勋章和特蕾莎勋章（1872年10月19日）、[2]巴伐利亚王冠功勋勋章、1870/71年功勋十字、自愿护理功勋十字
- 西班牙：第813届玛丽亚·路易莎王后女士勋章
- 奥地利帝國：星空十字女士勋章（1865年1月10日）[2]和第一级伊丽莎白勋章
- 普魯士王國：第一级红十字奖章（1899年1月27日）[4]

## 传记
- Schad, Martha. Bayerns Königinnen. Regensburg: Friedrich Pustet, 1992.  内含一个关于玛丽亚·特蕾莎的75页的章节。
- Beckenbauer, Alfons. Ludwig III. von Bayern, 1845-1921, Ein König auf der Suche nach seinem Volk. Regensburg: Friedrich Pustet, 1987.  标准的玛丽亚·特丽莎丈夫的当代传记。
- Glaser, Hubert. Ludwig III. König von Bayern: Skizzen aus seiner Lebensgeschichte. Prien: Verkerhrsverband Chiemsee, 1995. 1995年威尔登瓦尔特举办的一场展览的插图目录。

## 文献
- Martha Schad: Bayerns Königinnen, Piper 2005